# Riomaggiore
Riomaggiore är en kommun och en by i provinsen La Spezia. Kommunen hade 1 483 invånare (2018). Riomaggiore ligger i regionen Ligurien i Italien. Den är den första av Cinque Terres byar som man träffar på när man reser norrut från La Spezia.
Riomaggiore grundades på tidigt 1200-tal och är känd för sin historiska karaktär och för sitt vin. Vinet produceras i byns vingårdar. Byn finns i området Riviera di Levante vars kustlinje finns i nordvästra delen av Italien. Riomaggiores huvudgata är Via Colombo, där åtskilliga restauranger, barer och butiker finns.
Via dell'Amore är en stig som förbinder Riomaggiore med dess frazione Manarola, som även den är en del av Cinque Terre.
Riomaggiore är den sydligaste av de fem Cinque Terre, som alla förbinds av en vandringsled.

### Fotnoter
1. ↑  ”Territorial features, Total area (Engelska)”. Istituto Nazionale di Statistica. 2019. http://dati.istat.it/. Läst 27 december 2019.
2. 1 2  ”Statistiche demografiche ISTAT”. demo.istat.it. 2018. Arkiverad från originalet den 14 januari 2018. https://web.archive.org/web/20180114115045/http://demo.istat.it/bilmens2018gen/index.html. Läst 27 december 2019.